# (26181) 1996 GQ21
(26181) 1996 GQ21 – planetoida z dysku rozproszonego.

## Odkrycie i nazwa
Planetoida (26181) 1996 GQ21 została odkryta w przez Nichole Danzl w dniu 12 kwietnia 1996. Nazwa obiektu to prowizoryczne oznaczenie.

## Orbita
Orbita (26181) 1996 GQ21 nachylona jest pod kątem 13,33˚ do ekliptyki, a jej mimośród wynosi 0,596. Ciało to krąży w średniej odległości 94,88 j.a. wokół Słońca, na co potrzebuje ponad 924 lata. Peryhelium tego obiektu znajduje się w odległości 38,28 j.a., a aphelium 151,48 j.a. od Słońca.

## Właściwości fizyczne
Rozmiary (26181) 1996 GQ21 szacuje się na ok. 401 km. Absolutna wielkość gwiazdowa tej planetoidy wynosi 5,2m, albedo to wartość ok. 0,10. Jest to bardzo zimne ciało niebieskie, którego średnia temperatura sięga zaledwie ok. 29 K.